# Desmolaimus longicaudatus
Desmolaimus longicaudatus is een rondwormensoort uit de familie van de Linhomoeidae. De wetenschappelijke naam van de soort is voor het eerst geldig gepubliceerd in 1929 door Kreis.